# Кызыл-Алай
Кызыл-Алай (кирг. Кызыл-Алай) — село в Алайском районе Ошской области Кыргызстана. Входит в состав Уч-Дебенского айылного аймака.

## География
Село расположено в южной части области, в высокогорной зоне, на берегах реки Чагыр-Суу, на расстоянии приблизительно 51 километра (по прямой) к юго-западу от села Гульча, административного центра района.

## Население
Согласно оценочным данным Национального статистического комитета Кыргызской Республики, численность населения села на начало 2023 года составляла 1340 человек.
| год     | 2009 | 2014 | 2015 | 2020 | 2021 | 2023 |
| ------- | ---- | ---- | ---- | ---- | ---- | ---- |
| человек | 1022 | 1114 | 1133 | 1296 | 1310 | 1340 |